# 中央大学大学院法務研究科
中央大学大学院法務研究科（ちゅうおうだいがくだいがくいんほうむけんきゅうか、英称: Chuo Law School（CLS））は、中央大学大学院に設置される研究科の一つであり、ロースクール（法科大学院）である。通称は、中央大学法科大学院。高い法曹養成実績から、東京大学、京都大学、一橋大学、慶應義塾大学、早稲田大学、神戸大学と共に、トップスクール7校で先導的法科大学院懇談会 (LL7:Leading Law School) を構成している。
キャンパスは2023年度より他学部・研究科とは独立した都心の駿河台キャンパスへ移転する。法学部・大学院法学研究科（茗荷谷キャンパス）とは電車で6分の距離に位置する。
中央大学が設置している2つの専門職大学院のひとつ。英吉利法律学校を源流とする法曹養成機関である。

## 概要
19世紀後半に創立された英吉利法律学校を源流とし、2004年に法科大学院として中央大学大学院法務研究科（Chuo Law School（CLS））が設立された。以降、高い司法試験合格実績を誇り、2017年には東京大学、京都大学、一橋大学、慶應義塾大学、早稲田大学、神戸大学とともに、先導的法科大学院懇談会（LL7）を結成した。

## 沿革
- 2004年 市ヶ谷キャンパスに大学院法務研究科を開設[2]。
- 2019年 2023年度から駿河台キャンパス（旧・駿河台記念館）への移転を決定。
- 2023年 駿河台キャンパスに移転。

## 専攻
- 法務専攻

## 著名な出身者
- 倉持麟太郎 - 弁護士、前衆議院議員山尾志桜里事務所政策顧問
- 梁瀬峰史 - 弁護士、陸上選手、全日本大学駅伝対校選手権大会3区区間賞
- 石黒麻利子 - 弁護士、東京地方裁判所民事調停委員、医学博士
- 平柳将人 - 実業家